# Катастрофа Boeing 747 под Лондоном
Катастрофа Boeing 747 под Лондоном — авиационная катастрофа, произошедшая в среду 22 декабря 1999 года в графстве Эссекс. Грузовой самолёт Boeing 747-2B5F-SCD авиакомпании Korean Air Cargo выполнял плановый рейс KE8509 (позывной — KAL 8509) по маршруту Лондон—Милан—Ташкент—Сеул, но через 55 секунд после взлёта внезапно перешёл в сваливание и рухнул на землю в 2,4 километрах от лондонского аэропорта Станстед. Погибли все находившиеся на его борту 4 члена экипажа — 3 пилота и наземный инженер.

## Самолёт
Boeing 747-2B5F-SCD (регистрационный номер HL7451, заводской 22480, серийный 448) был выпущен в 1980 году (первый полёт совершил 30 апреля). 25 июня того же года был передан авиакомпании Korean Air Cargo, от которой с 27 мая 1986 года по 1 октября 1989 года сдавался в лизинг авиакомпании Saudi Arabian Airlines. Оснащён четырьмя двухконтурными турбовентиляторными двигателями Pratt & Whitney JT9D-7Q. На день катастрофы совершил 15 451 цикл «взлёт-посадка» и налетал 83 011 часов.

## Экипаж
Состав экипажа рейса KE8509 был таким:
- Командир воздушного судна (КВС) — 57-летний Пак Дуккю (англ. Park Duk-kyu, кор. 박덕규). Очень опытный пилот, в прошлом полковник ВВС Республики Корея, где пилотировал истребители F-5A и A-37. На командира Boeing 747 был квалифицирован 10 апреля 1994 года, также был квалифицирован для полётов на McDonnell Douglas MD-82. Налетал свыше 13 490 часов, 8495 из них на Boeing 747.
- Второй пилот — 33-летний Юн Кисик (англ. Yoon Ki-sik, кор. 윤기식). Малоопытный пилот, на второго пилота Boeing 747 последний раз был квалифицирован 9 октября 1999 года, также был квалифицирован для полётов на Fokker 100. Налетал 1406 часов, 195 из них на Boeing 747.
- Бортинженер — 38-летний Пак Хункю (англ. Park Hoon-kyu, кор. 박 훈규). На бортинженера Boeing 747 последний раз был квалифицирован 10 апреля 1994 года. Налетал 8301 час, 4511 из них на Boeing 747.

Также в состав экипажа входил 45-летний наземный инженер Ким Инсу (англ. Kim In-suk, кор. 김인석). Для полётов на Boeing 747 последний раз был квалифицирован 19 марта 1981 года.

## Хронология событий

### Прибытие в Лондон
Boeing 747-2B5F-SCD борт HL7451 выполнял грузовой рейс по маршруту Сеул—Ташкент—Лондон. В Ташкенте была совершена посадка для дозаправки и смены экипажа, при этом у сдающего экипажа замечаний по самолёту не было. В 07:29 (12:29 местного времени) в ясную погоду авиалайнер вылетел из ташкентского аэропорта Ташкент-Южный. Согласно схеме вылета, после набора высоты 305 метров следовал поворот на курс 257°. Когда экипаж на высоте 305 метров начал выполнять поворот, при крене 10°-15° командир сообщил, что его авиагоризонт, похоже, не работает, а следом раздались световые и звуковые предупреждения, вызванные компаратором. Сравнив показания своего авиагоризонта с остальными, КВС убедился в неисправности своего прибора и передал управление второму пилоту, после чего сигнализация неисправности была отключена. Через 5 минут командир снова взял управление. При работе автопилота авиагоризонт командира опять начал было нормально работать, но при попеременном создании крена вправо и влево авиагоризонт снова «зависал» и тогда КВС отключил свой авиагоризонт.
В 15:05 самолёт приземлился в лондонском аэропорту Станстед. Здесь предстояла смена экипажа и разгрузка/погрузка самолёта, который затем должен был выполнить обратный рейс KE8509 по маршруту Лондон—Милан—Ташкент—Сеул. Остановка в Ташкенте, как и ранее, предназначалась для дозаправки и смены экипажа. Перед уходом с самолёта бортинженер сдающего экипажа сделал запись в техническом журнале самолёта, что авиагоризонт командира может отображать неверные данные о крене, также об этом он сообщил и главному инженеру авиакомпании Korean Air Cargo, встретившему самолёт по прибытии. Командир сдающего экипажа затем вернулся в кабину и переключил неисправный авиагоризонт в положение «НОРМА». Принимающий экипаж разминулся со сдающим экипажем, а потому не знал об отказе.

### В аэропорту Станстед
В аэропорту Станстед самолёт был загружен различными грузами, в том числе и доставленными автотранспортом из аэропорта Хитроу. Вес груза перед вылетом в Милан составлял 63 571 килограмм. Погрузка почти завершилась, когда на самолёт заступил принимающий экипаж. Затем в кабину пришёл диспетчер, который поприветствовал экипаж и передал навигационные журналы и информацию о погоде на маршруте. Перед запуском двигателей была проверена надёжность закрепления грузов и листы погрузки. Согласно документам вес авиалайнера составлял 248 728 килограммов, включая 30 980 килограммов авиатоплива. Наземный инженер авиакомпании, встречавший самолёт в Станстеде, также сел на борт для перелёта в Милан.
В 17:27 на частоте 125,55 МГц экипаж попытался связаться со «Станстед-Дэливери», чтобы получить разрешение на выполнение полёта. Но эта частота на тот момент только комплектовалась, а число запросов уже было велико. После двух неудачных попыток в 17:29 экипаж перешёл на частоту 121,72 МГц, связался со «Станстед-Руление» и запросил разрешение на запуск двигателей и начало движения со стоянки АӀрһа 6. В ответ диспетчер сообщил, что у него нет данных об их полёте, и предложил режим ожидания. В 17:33 экипажу сообщили, что никаких планов полёта не получено и что они должны связаться с агентами погрузки. После того, как агенты этот план передали, в 17:42 экипажу борта HL7451 с позывными KAL 8509 было дано разрешение следовать в аэропорт Мальпенса в Милане на Dover 6R по стандартной схеме вылета, ответчик 2230. Экипаж подтвердил получение информации.
В 18:13 экипаж запросил буксировку, но возникли некоторые сложности, так как аэродромный тягач не сумел завершить необходимый манёвр. После решения проблем, в 18:25, экипаж получил разрешение следовать по рулёжке Hotel Lima к Hotel November (предварительный старт ВПП № 23). Далее диспетчер «Руления» дал указание рейсу 8509 переходить на связь с Вышкой на частоте 123,8 МГц. В процессе следования по аэропорту экипаж перешёл на связь с Вышкой, после чего командир высказал обеспокоенность, что его указатель расстояния до радиомаяка DME показывает 738 километров. Второй пилот ответил, что его приборы показывают то же самое. Тогда командир спросил, вероятно, у второго пилота, как же теперь им определить находящуюся в полутора милях точку начала поворота, но следом бортинженер сообщил, что всё заработало правильно. В 18:35 корейскому экипажу дали указание после посадки очередного самолёта следовать к исполнительному старту и ждать на полосе № 23.

### Катастрофа
В 18:36 рейс KE8509 получил разрешение на взлёт с предупреждением о поверхностном ветре азимутом 190° и скоростью 33 км/ч. При разбеге после подъёма передней стойки второй пилот доложил о положительной скорости подъёма, а следом командир сказал: Убрать шасси. С выпущенными на 10° закрылками авиалайнер оторвался от ВПП. Вскоре второй пилот доложил: Проходим 900 футов — 274 метра. Спустя 16 секунд с момента взлёта раздался сигнал предупреждения компаратора. На 19 секунде на высоте 394 метров по давлению КВС подтвердил, что теперь им надо следовать на находящийся на удалении 2,4 километров DME, после чего сказал, что его DME неисправен. Следом раздался ещё один сигнал компаратора. Затем между пилотами состоялся короткий разговор, что радиомаяк на удалении 2,4 километров пройден и теперь надо брать курс 158°. Тут бортинженер крикнул: Крен, крен, так как КВС начал выполнять левый разворот с креном 30°.
По мнению диспетчера на вышке, авиалайнер выполнил нормальный взлёт, и в 18:36 при прохождении высоты 427 метров по прибору, ему было дано указание переходить на связь с «Лондон-контроль» на частоте 118,82 МГц. Второй пилот подтвердил переключение частоты, а следом командир попросил его получить радиолокационное сопровождение. Бортинженер затем более настойчиво повторил: Крен. Помощник диспетчера также находился на башне и наблюдал взлёт, который по его описанию прошёл нормально и авиалайнер скрылся в облаках. Никаких радиосообщений с борта рейса KE8509 больше не поступало.
Когда на 26 секунде с момента взлёта диспетчер дал указание сменить частоту, крен влево уже достиг 46,5°. На 43 секунде с момента взлёта самолёт достиг максимальной высоты 760 метров над уровнем моря, после чего начал опускать нос, теряя высоту. На 48 секунде бортинженер крикнул: Резервный индикатор не работает!. Высота в это время составляла уже 681 метр, курс достиг 167° (при намеченном 158°). Когда КВС попросил радиолокационное наведение, высота составляла 594 метра при левом крене 80,6°. Запись на бортовых самописцах оборвалась через 55 секунд после взлёта на высоте 318 метров над уровнем моря на скорости 485 км/ч при левом крене 72,3° и отрицательном угле тангажа 35,5°.
В 18:38 летевший курсом 102° на скорости 485 км/ч рейс KE8509 оборвал провода линии низкого напряжения и с левым креном 80°—90° и под углом около 40° врезался в мягкую возвышенность у хозяйственных построек и водоёма на краю деревни Грейт-Халлинберги около заповедного леса Хэтфилд в 2,4 километрах от аэропорта Станстед. От удара авиалайнер взорвался и полностью разрушился, образовав на месте падения воронку и создав огромный огненный шар. Радиус пожара составил около 500 метров. Все 4 человека на его борту погибли.

## Расследование
Расследование причин катастрофы рейса KE8509 проводил Отдел по расследованию авиационных происшествий Великобритани (AAIB).
Окончательный отчёт расследования был опубликован в июне 2003 года.

## Культурные аспекты
Катастрофа рейса 8509 Korean Air Cargo показана в 11 сезоне канадского документального телесериала Расследования авиакатастроф в эпизоде Смертельный пилотаж.

### Комментарии
1. ↑  Здесь и далее указано Всемирное координированное время — UTC